# Крук Галина Григорівна
Гали́на Григо́рівна Крук (нар. 30 листопада 1974, Львів) — українська поетка, літературознавчиня, перекладачка. Членкиня Асоціації українських письменників (2001) та Українського ПЕН. Переможниця Літературної премії імені Богдана-Ігоря Антонича «Привітання життя» (1997), лауреатка премії «Гранослов» (1997) та видавництва «Смолоскип» (1997).

## Біографія
Народилася 30 листопада 1974 року у Львові.  За освітою — філологиня-медієвістка, закінчила філологічний факультет Львівського державного університету імені Івана Франка та аспірантуру цього ж навчального закладу. Захистила дисертацію на тему «Українське низове бароко: поетика стилю і жанру» (2001), авторка низки наукових розвідок про різні жанри школярської літератури XVII—XVIII ст.
Живе і працює у Львові, викладає літературу в Львівському національному університеті імені І. Франка.

## Творчість
Авторка поетичних збірок «Мандри у пошуках дому» (Львів, 1997), «Сліди на піску» (Київ, 1997), «Обличчя поза світлиною» (Київ, 2005) та «Спів/існування» (Львів, 2013), а також численних публікацій у літературній періодиці. Поетичні та прозові твори ввійшли до альманахів і антологій — «Привітання життя'95» (1996), «Протизначення» (2001), «Королівський ліс» (2001), «Потяг'76: вибране 2003—2004» (2005), «Ми і Вона» (2005), «Українські літературні школи та групи 60 — 90 рр. XX ст.» (2009), «Сновиди» (2010), «Метаморфози» (2011) та ін.; перекладалися англійською, німецькою, шведською, російською, польською, литовською, сербською, хорватською, португальською, вірменською та іншими мовами.
Вірші та оповідання для дітей друкувалися в дитячих часописах та антологіях («Казки Старого Лева» (2003), «Зелене око» (2009), «Мама по скайпу» (2013). Авторка двох книжок «Марко мандрує довкола світу» і «Важко бути найменшим» (2003), перекладених 15-ма мовами (міжнародний проект літератури для дітей «Step by step», Нідерланди).
У 2017 році після тривалої перерви у «Видавництві Старого Лева» вийшла поетична збірка Галини Крук «Доросла».
14 грудня 2018 року книжка «Раз овечка, два овечка» здобула перемогу в номінації «Поетична книжка року» в «Топ БараБуки».

## Вірші періоду широкомасштабного вторгнення Росії в Україну

### З поетичної антології«Поміж сирен»
Серед 8 вірші Галини Крук у збірці досить багато піднесеності над (часом, простором), погляду збоку. Збоку вона дивиться на російських лібералів із беззубими плакатами (27 ст.), кулю, що “летить у тебе вічність” (30 ст.), навіть на тепло людського тіла крізь приціл (31 ст.). Це оптика споглядання за середовищем і, так само як у Катерини Калитко у цій збірці, фіксації. Проте у Галини Крук ця фіксація вже з оцінками, із далеким заглядання у віки після теперішніх подій приголомшливої швидкості.
У вірші “точка біфуркації” (32 ст.) відстороненість авторки чи не найбільш чітко простежується. Вона у перші місяці війни міркує, як їхні випадкові стрічання з колегами-письменниками у воєнному Львові трактуватимуть через покоління, як це виглядатиме у відповідному розділі української літератури. Крук звертається до Біблії, приміряючи до біблійних подій наш час та місіонерство тих, хто має слово: “як перші християни, / що побачили чуда Христові на власні очі і ще не знають, / як їх розуміти і як їх розказати іншим, щоб ті повірили / і не кпили, / як нічого не перекрутити і не наплутати. / бо ніколи не ясно, які деталі найважливіші, а якими / можна знехтувати” (33 ст.). Останні два рядки додають міркувань до наскрізної проблеми у різних поетів часів війни про будування мови, пошук пріоритетів фіксації теперішнього, про місію точної фіксації. 
У вірші “відключення” (34 ст.) авторка міркує про гіпотетичне питання, що б українці зрозуміли, якби "дати такої могло б і не стати". Це додає до тих прикладів, де Галина Крук вирізняється з-поміж інших поетів війни своєю рефлексією з відстані, своєю віддаленістю літописання подій уже з наявним осмисленням.

## Переклади
Перекладає з польської, російської, білоруської мов. Перекладала з польської поезію Казімєжа Вєжинського, Віслави Шимборської, Богдана Задури та ін., прозу Данути Моствін, Ярослава Івашкевича та книгу есеїв Станіслава Лема «Таємниця китайської кімнати», з російської — поезію Ігоря Бєлова, Лінор Горалик, з білоруської — поезію Андрея Хадановича, Віталя Рижкова, Сяргея Прилуцького та ін.

## Відзнаки
Лауреатка міжнародних літературних конкурсів «Гранослов» (1996) і «Привітання життя» ім. Б.-І.Антонича (1996), премії Сундара Рамасвамі (2023) — 1000 долларів, стипендіатка програм «Gaude Polonia» міністра культури Польщі (2003, 2010) та Homines Urbani на Віллі Деціуша у Кракові (2005). Член Асоціації українських письменників та Українського ПЕН-клубу. Живе у Львові, викладає зарубіжну літературу у Львівському національному університеті імені І. Франка.
У 2024 році була номінована в короткому списку на канадську поетичну премію «Ґрифон» за збірку віршів «A Crash Course in Molotov Cocktails», перекладену на англійську мову Юлією Ільчук та Амелією Ґлейзер.

Юлія Ільчук, Галина Крук та Амелія Ґлейзер на церемонії присудження премії «Ґрифон» у Торонто

#### Поетичні збірки
- «Мандри у пошуках дому» (Львів: «Каменяр», 1997)
- «Сліди на піску» (Київ: «Гранослов», 1997)
- «Обличчя поза світлиною» (Київ: «Факт», 2005)
- «Спів/існування» (Львів: «Піраміда», 2013)
- «Доросла» (Львів: «Видавництво Старого Лева», 2017)
- «Стається і не перестає» (Київ: А-БА-БА-ГА-ЛА-МА-ГА, 2024)

Проза
- Збірка оповідань «Хто завгодно, тільки не я» (Харків: Vivat, 2021)